# Stazione di Barrali
La stazione di Barrali, già stazione di Barrali-Pimentel, è una fermata ferroviaria al servizio del comune di Barrali, lungo la ferrovia Cagliari-Isili.

## Storia
Lo scalo venne inaugurato con caratteristiche di stazione il 15 febbraio 1888 contemporaneamente all'attivazione della linea Cagliari-Isili, realizzata dalla Società italiana per le Strade Ferrate Secondarie della Sardegna che di ferrovia ed impianto sarà il primo gestore.
Alle SFSS nel 1921 succederà la Ferrovie Complementari della Sardegna; nel frattempo lo scalo aveva preso la doppia denominazione di "Barrali-Pimentel", nome che manterrà sino a fine secolo prima di essere abbandonato in luogo dell'originaria denominazione. Dal punto di vista gestionale si passò nel 1989 all'amministrazione della Ferrovie della Sardegna (dal 2008 come ARST Gestione FdS), durante la quale venne dismesso lo scalo merci della stazione, ormai inutilizzato stante la cessazione di questa tipologia di servizio.
Nel 2010 lo scalo di Barrali fu sottoposto ad interventi di ristrutturazione coincidenti con la sostituzione dell'armamento lungo la linea: i lavori ridimensionarono notevolmente l'infrastruttura ferroviaria, con il declassamento dell'impianto a fermata stante la rimozione di tutti i binari all'infuori di quello di corsa, per cui fu realizzata una nuova banchina. Negli ultimi mesi dell'anno inoltre la gestione dello scalo passò all'ARST.

## Strutture e impianti
Situato a poco meno di un chilometro a nord di Barrali nei pressi della SS 128, dagli anni dieci l'impianto presenta una conformazione di fermata passante, dotata quindi di un unico binario a scartamento da 950 mm, con annessa banchina dalla lunghezza complessiva di circa cento metri, adiacente al fabbricato viaggiatori.
In precedenza lo scalo presentava caratteristiche di stazione, con la presenza di un binario di incrocio e di un tronchino terminante dinanzi al piano caricatore del dismesso scalo merci dell'impianto, comprendente anche un magazzino. Nella parte est della allora stazione era inoltre posto un rifornitore idrico a cisterna metallica, poi smantellato nel corso dei lavori del 2010.
Adiacente al magazzino merci è posto il fabbricato viaggiatori della fermata, originariamente dalle linee tipiche degli scali delle SFSS di fine Ottocento (pianta rettangolare, due piani di sviluppo, tetto a falde in laterizi e tre accessi sul lato binari), poi trasformato nel corso degli anni, specie per quanto riguarda la parte superiore in cui è stata realizzata una terrazza.

## Movimento
Con riferimento all'orario del primo semestre 2017 la fermata è servita dai treni dell'ARST in esercizio lungo la porzione della Cagliari-Isili aperta al traffico ferroviario tra le stazioni di San Gottardo a Monserrato ed Isili. Complessivamente sono effettuate otto corse in direzione nord e nove verso sud nei giorni feriali, mentre non vengono espletate relazioni nei festivi.

## Servizi
Nel fabbricato viaggiatori dell'impianto erano ospitati alcuni servizi all'utenza, tra cui una biglietteria a sportello, i servizi igienici ed una sala d'attesa, non più a disposizione dei viaggiatori stante l'impresenziamento dell'impianto.